# Jan Gebauer
Jan Gebauer, född 8 oktober 1838 i Úbislavice, Böhmen, död 25 maj 1907 i Prag, var en tjeckisk språkforskare. 
Gebauer blev 1874 extra ordinarie och 1881 ordinarie professor i slavisk filologi vid Karlsuniversitetet i Prag. Han utgav gammaltjeckiska skrifter och författade betydande lingvistiska arbeten, bland annat Hláskosloví jazyka českého (Tjeckiska språkets ljudlära, 1877) och Mluvnice česká (Tjeckisk grammatik, två band, 1890), början till en stor historisk grammatik över det tjeckiska språket (I. Ljudlära, 1894).  Av Gebauers ordbok över gammaltjeckiskan, Slovník staročeský, som började utges 1903 av böhmiska Frans-Josef-akademin, medhanns till hans död något över hälften.
Bland Gebauers litterära publikationer av gammaltjeckiska skrifter märks "Walter a Grizelda" (1877), "Fysiologus" (1877), "Tristram" (1879), en gammal översättning av Marco Polos skrifter (1887), "Zaltář (psaltare) Wittenberský" (1880) och "Kniha Rožmberská" (1880, en gammal lagsamling, som tillhört Peter af Rosenberg). Gebauer är känd framför allt genom sina skrifter på tjeckiska och tyska om Königinhof- och Grüneberghandskrifterna, vilkas ålderdomliga äkthet, som var länge omstridd, Gebauer kunde motbevisa från olika synpunkter (särskilt i "Archiv fur slavische Philologie",  band 11 och 12).